# Teresa Jiménez Baldoví
Blahoslavená Teresa Jiménez Baldoví, řeholním jménem María del Socorro (13. března 1885, Sant Martí de Provençals – 20. listopadu 1936, Paterna) byla španělská římskokatolická řeholnice kongregace Sester křesťanské doktríny a mučednice.

## Život
Narodila se 13. března 1885 v Sant Martí de Provençals jako dcera Jesúse a Salvatory.
V raném věku přišla o matku a vzdělávala se u Sester karmelitek lásky.
Roku 1907 vstoupila do kongregace Sester křesťanské doktríny a přijala jméno María del Socorro. Stala se členkou komunity sester v Mislatě. Byla velmi něžná a láskyplná. Věnovala se výchově sirotků.
Po národním povstání za Španělské občanské války dne 18. července 1936 jí a jejím spolusestrám bylo přikázáno od generální představené matky bl. Ángeles od sv. Josefa, aby odešly do soukromého domu na Maestro Chapí na okraji Valencie. V této době probíhalo protikatolické pronásledování. Zde se sestry s matkou představenou ukrývaly. Milicionáři zjistili jejich úkryt a 19. listopadu je přišli zatknout. Druhý den byly matka Ángeles, sestra María a dalších 13 sester odvedeny na jízdárnu Picadero de Paterna blízko Valencie. Po krutém mučení a zesměšňování byly sestry zastřeleny.

## Proces blahořečení
Její proces blahořečení byl zahájen 5. července 1965 v arcidiecézi Valencia spolu s dalšími šestnácti spolusestrami křesťanské doktríny.
Dne 6. července 1993 uznal papež sv. Jan Pavel II. jejich mučednictví. Blahořečeny byli 1. října 1995 spolu s dalšími 45 mučedníky Španělské občanské války.